# Androgynous Peripheral Attach System

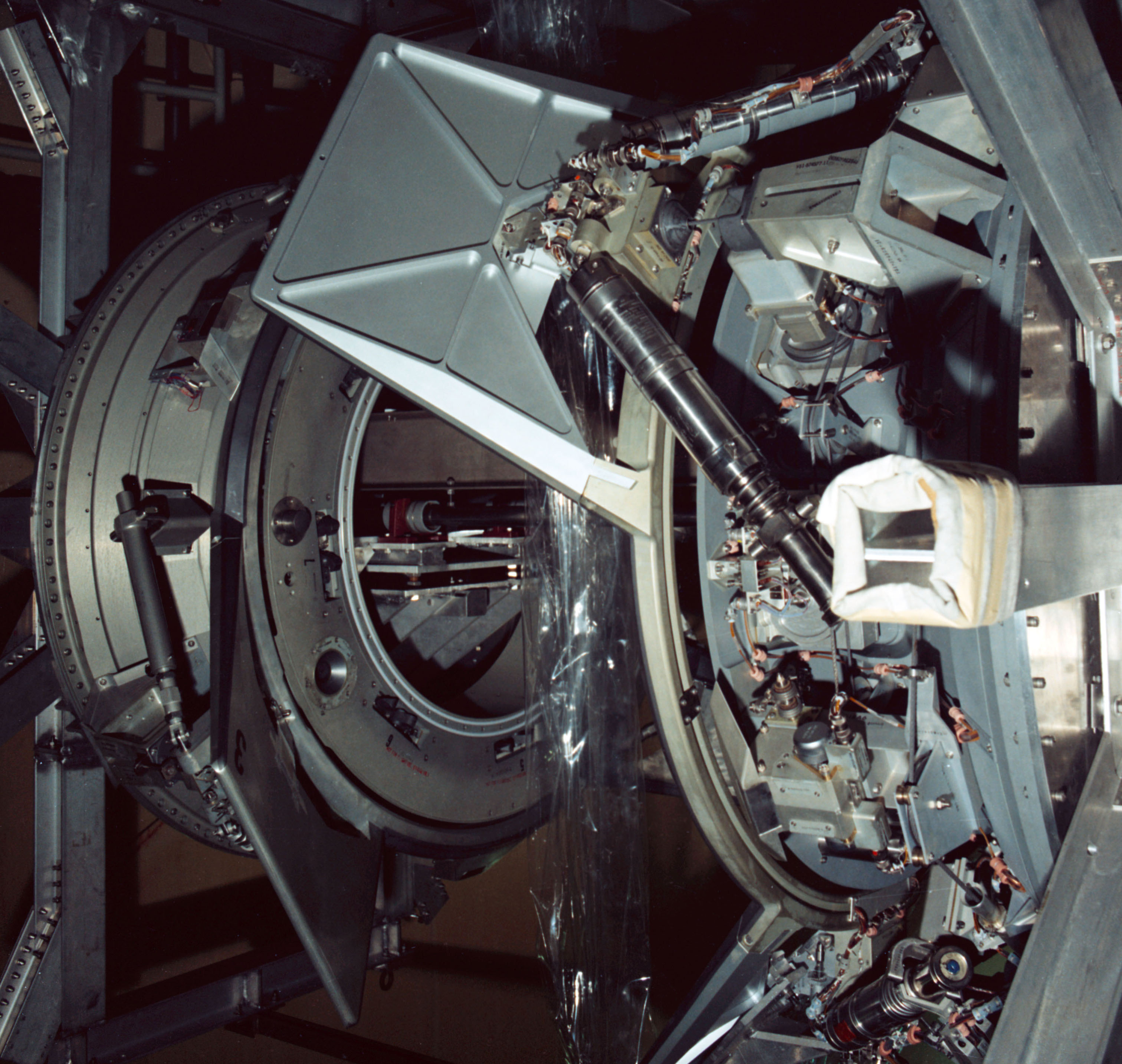
O sistema APAS-75.

O Androgynous Peripheral Attach System (Sistema Andrógino de Acoplamento Periférico), é um sistema de acoplamento de espaçonaves, hoje utilizado na ISS.
Esse sistema, projetado por Vladimir Syromyatnikov da RSC Energia, foi usado para acoplar a ISS com o ônibus espacial, e também para acoplar o bloco de carga Zarya.
Um sistema similar é usado na espaçonave chinesa Shenzhou.
Variantes
- APAS-75
- APAS-89
- APAS-95

## Ligaçoes externas
- Vídeo de acoplamento usando o APAS-95